# サンタクルス事件

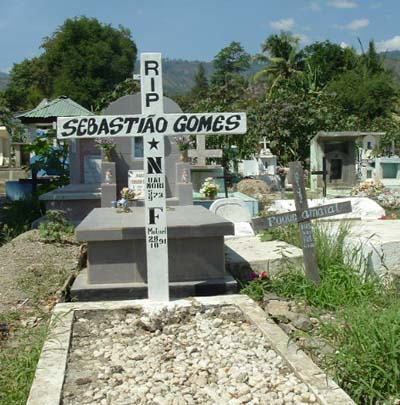
サンタクルス墓地に埋葬された犠牲者の一人、セバスティアン・ゴメスの墓

サンタクルス事件（サンタクルスじけん 葡語:Massacre de Santa Cruz）は、1991年11月12日、インドネシア支配下の東ティモール・ディリで起きた大量虐殺事件。インドネシア国軍が、独立を求めるデモ行進を行っていた市民に対して無差別に発砲し、大量の死傷者を出した。サンタクルス虐殺や、ディリ事件（Dili massacre）とも呼ばれる。

## 概要

ディリ市内の地図

1975年、当時の宗主国だったポルトガルと独立に向けて話し合いが進められていた東ティモールは、インドネシアによる侵攻を受け、1976年にインドネシアの27番目の州として併合が宣言された。それから、独立を求める住民に対し、インドネシアは弾圧を続けてきた。侵攻後の2か月間で約60,000人の住民が殺害されたとされ、インドネシアによる統治の間に全人口の4分の1から3分の1の人々がインドネシア国軍の犠牲になったといわれている。この比率は、第二次世界大戦後の世界における虐殺のなかでも最悪のものである。
1991年、ディリで独立派の若者がインドネシア国軍の武装集団に殺害された。若者はサンタクルス墓地に埋葬されたが、殺害から2週間後の墓へ花を捧げる儀礼の際、参列していた群集が独立を求めるデモと化し、インドネシア国軍が群集に向かって発砲した。また、発砲などで負傷した市民も軍によって病院などに運ばれた上で殺された。事件の様子は映像などで海外で伝えられ、東ティモールの独立を求める国際世論は大きな高まりを見せた。

## 経緯

### 背景

#### 東ティモールの部分的開放
1980年代後半から高まり始めた、東ティモールの独立を求める国際世論に、インドネシアは方向転換せざるをえなくなった。また、独立派の武装組織ファリンティルの掃討を続けてきたインドネシア国軍内部にも、強硬路線に行き詰まりを感じる声が広がり、懐柔作戦への方向転換が為されたが、独立運動の鎮静化はできなかった。このような背景からインドネシア政府は、1989年1月1日より東ティモールを他州並みに開放するという政策を実施した。部分的開放は13県のうち、国軍が治安に自信をもてない東部5県を除く8県で実施され、インドネシア人と東ティモール人の往来が基本的に自由となった。しかし、往来の制限や検問は頻繁に行われ、外国人は許可なくして訪問できないままだった。
1989年10月、ローマ法王・ヨハネ・パウロ2世が東ティモールを訪問した。バチカンは、ポルトガルの東ティモール撤退から、東ティモールをインドネシアの教区ではなくバチカンの直轄区としていた。インドネシアは、法王の訪問をインドネシアと教区を統合するための契機と捉えていた。逆に東ティモールの若者たちは、これを独立アピールの格好の舞台と捉えたのだった。法王はインドネシア国軍による住民虐殺地として有名なディリ郊外のタシトルで約10万人を前にミサを行った。ここで、約20人の若者が横断幕を掲げて祭壇前に迫り、治安当局に鎮圧された。また1990年1月17日には、ディリを訪問していたアメリカ合衆国のジョン・モンジョ駐インドネシア大使が宿泊していたホテルに、80人から90人の若者が押しかけ、拡声器を使って約1時間の対話を成功させるなど、次々と国際社会にアピールをしかけた。

#### ポルトガル議員団訪問中止
ポルトガルは、1975年のインドネシアとの国交断絶後、国交のない状態が続いたが、1982年の国連総会決議に基づいたハビエル・ペレス・デ・クエヤル国連事務総長の仲介で、ポルトガルとインドネシアの外相による交渉が行われた。しかし、東ティモール人の自決権の行使を求めるポルトガルに対し、インドネシアは自決権は既に行使されたと譲らず、ポルトガルとインドネシアの交渉は平行線を辿った。ポルトガルの主張は、ポルトガルが東ティモールの施政国でありインドネシア国軍の撤退を求めた国連決議に沿ったものだったが、インドネシアとの関係悪化を避けたい欧米日豪の主要国がインドネシアを支持、ないしは消極的立場をとったことから、インドネシアは国連決議を無視しつづけることができた。
交渉は、1980年代末にポルトガル議員団の東ティモール訪問を信頼醸成措置として実施することに収斂していった。1991年8月、これが合意に達し、インドネシア国会を招待者として、訪問は少なくとも11月4日までに実施されることが決定した。東ティモールでは、議員団に同行する報道関係者や国連スタッフに独立のアピールができることから、大きな期待を寄せられた。一方のインドネシア政府は、高揚する独立運動を国際社会に印象付けることを警戒した。
しかし、インドネシア政府は、突然、議員団に同行するポルトガル人記者2人とオーストラリア人記者1人について異議を唱えた。交渉でポルトガル人記者2人については同行を認めたが、オーストラリア人記者については認めなかった。同行を拒否されたジル・ジョリフは、東ティモール問題のエキスパートで、当時のリスボンの外国人特派員協会会長を務めていた。ポルトガル政府は、ジャカルタを経由して東ティモールに入るという訪問ルートについても、インドネシア統治を既成事実化するとして難色を示していたが、渋々受け入れていた。10月25日、ポルトガル政府は、表現の自由は譲れないとして、訪問の中止を発表した。

### 事件の発生

#### モタエル教会襲撃事件

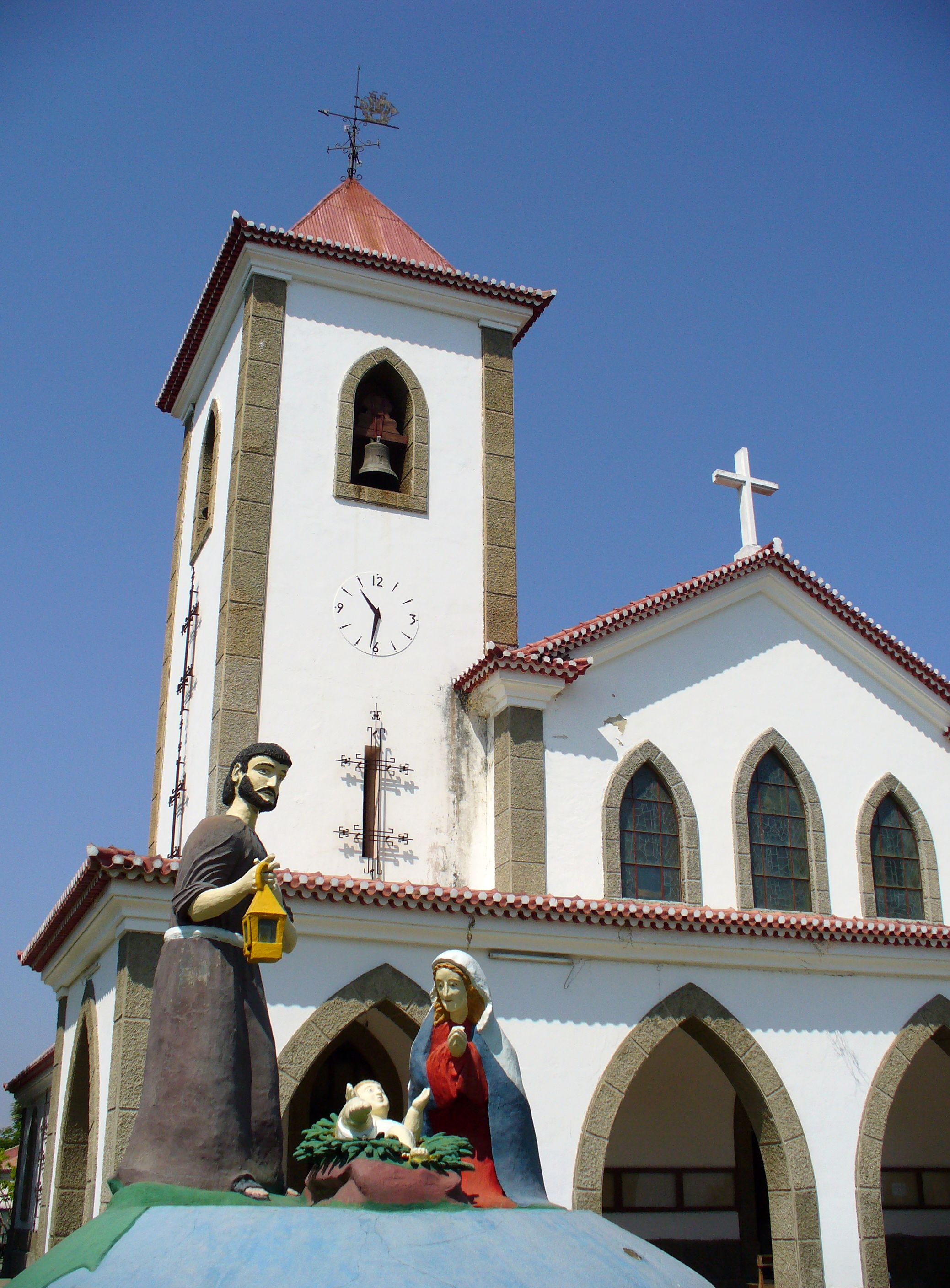
モタエル教会

ポルトガル議員団の訪問による独立派デモを警戒していたインドネシア政府は、諜報活動と暴力集団の培養による弾圧を実施した。特に、インドネシア国軍兵士を中心に組織した覆面の統合派武装集団「ニンジャ」は、夜に出歩く若者を襲ったり、活動家を暴行、家を破壊するなどしていた。ディリにあるモタエル教会は、ローマ法王の訪問以降、こうした軍の迫害を逃れた若者たちが身を隠していた。10月後半になると、モタエル教会は毎晩のようにオートバイの集団に囲まれ、嫌がらせを受けるようになった。
議員団の訪問中止がされて数日後の10月28日午前2時ごろ、「ニンジャ」が、独立派の若者30人ほどが身を隠していたディリのモタエル教会を襲撃し、独立派の若者セバスティアォン・ゴメスと、アフォンソ・ランジェルを殺害した。10月29日、モタエル教会で開かれた葬儀には数千人が集まり、独立運動を行っていたカルロス・フィリペ・シメネス・ベロ司教がミサをとり行った。その後、ベロ司教を先頭にサンタクルス墓地まで葬儀の行進が行われた。この際、若者らが「セバスティアォン万歳」「東ティモール万歳」などと叫んだが、軍は静観しているだけだった。
議員団訪問中止を受けて、予定されていたはずのデモは、11月11日に国連人権委員会の拷問に関する特別報告者ペーテル・コーイマンスが東ティモールを訪問することから、翌11月12日のセバスティアォンの死後2週目のミサの後にデモを行うことが決定し、独立派の指導者だったシャナナ・グスマン（後の東ティモール初代大統領）の了承を得て決定した。
東ティモールでは、人の死後1週間目に「苦い花」を、2週間目に「甘い花」を墓に捧げる習慣がある。セバスティアォンについては「苦い花」の儀式は行われず、11月12日に「甘い花」の儀式のみが行われた。11月12日のミサは、6時にモタエル教会で始まり、7時過ぎに終了した。参列者はサンタクルス墓地へ向けて行進をはじめ、約3,500人の群集に膨れ上がった。群集はすぐにデモと化し、「シャナナ万歳」「東ティモール万歳」などと口々に叫び、横断幕や東ティモール民主共和国の国旗などを掲揚して行進した。そのなかで、インドネシア国軍のゲルハン・ランタラ少佐が群集に刺されるという事件が起きた。ランタラは、翌日の軍の記者会見では死亡したと発表された。しかし、実際はジャカルタの病院へ搬送されて、回復に向かっていた。

#### デモに対する発砲

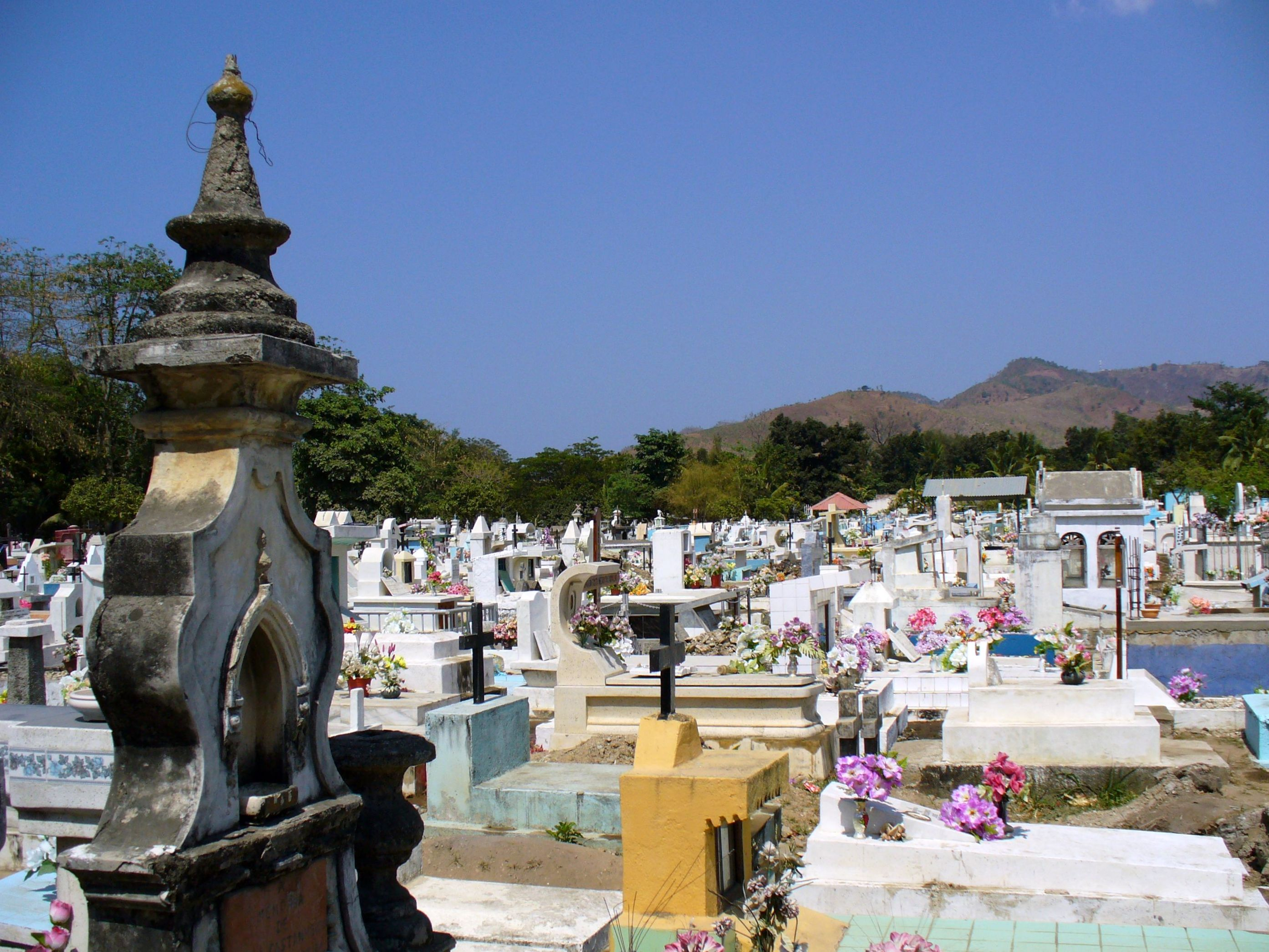
サンタクルス墓地

デモ隊は7時40分ごろにサンタクルス墓地に到着した。墓地には500人が待っており、デモ隊と合流して儀式の傍ら独立のアピールを始めた。8時ごろ、そこへインドネシア国軍兵士がトラックで乗りつけ、突然彼らへ向けて発砲を始めた。発砲は2分間続いた。また、取材に来ていたパシフィカ・ラジオ・ネットワークのエイミー・グッドマンと、雑誌『ザ・ニューヨーカー』のアラン・ネアンのアメリカ人ジャーナリスト2人も暴行を受け、ネアンは頭蓋骨陥没になるほど激しく殴打された。
また、多くの負傷者はディリ南部のウィラフサダ陸軍病院に運ばれたが、軍は証言者を消すために殺すという「第2の虐殺」に及んだ。このほか、ディリ西部のベムシでも、住民70 - 80人がトラックで運ばれ、目隠しをされて後ろ手に縛られた状態で、自動小銃により殺害されたという証言もある。イギリスのジャーナリスト、マックス・スタールは墓地での儀式を撮影しており、血だらけになった市民の姿を捉えた。スタールは、「第2の虐殺」の生存者の取材なども行い、映像は国際社会に大きな影響を与えた。
この事件について、インドネシア国軍は死者を19人と公表した。これは、軍が埋葬した遺体の数で、そのなかにはオーストラリアの大学生1人が含まれていた。1991年末、インドネシアの国家人権調査委員会は死者を約50人に修正した。また、アムネスティ・インターナショナルは52人の死者の氏名を公開した。一方、1992年9月に東ティモール人による独自の調査結果で、死者273人、失踪者255人、負傷者376人と発表された。

### 国際社会の反応

#### 各国・国連の対応
事件を受け、各国は遺憾の意を表明した。日本は駐日インドネシア公使を外務省に呼び、「事実であれば遺憾だ」と伝え、事実解明と責任者処罰を求めた。このほか、インドネシア大使館の前ではハンガー・ストライキが行われた。また、11月19日には東京都調布市議会が「東ティモール政策の見直しを求める決議」を採択した。これは、日本の対インドネシア政府開発援助（ODA）を条件に、東ティモールからのインドネシア国軍撤退を求めるものだった。また、「東ティモール問題を考える議員懇談会」も262人の議員の署名とともに、援助見直しや国連調査団の派遣などを求める書簡を宮澤喜一首相に渡した。
アメリカ合衆国は、1975年以来インドネシアの軍人に対して続けてきた「国際軍事教育プログラム」（IMET）の停止を発表した。延べ2,600人に行ってきたIMETの停止は初めてだった。また、オランダ、デンマーク、カナダがインドネシアに対する新規援助の停止を発表した。しかし、オランダが2億ドル（1990年）、デンマークが400万ドル（1992年予定）、カナダが4600万ドル（1990年）の援助額レベルで、年間の援助総額が約50億ドルにのぼるインドネシアにそのインパクトは欠けていた。最大援助国で13億8253万ドル（1991年）を援助している日本は援助停止の必要はないと判断し、政治的影響力の強い米豪も支援を続けた。
インドネシアは、こうした動きに対抗して1992年3月25日、オランダの援助拒否を発表した。旧宗主国のオランダはインドネシア債権国会議（IGGI）の議長国を務めており、インドネシアの人権侵害にしばしば言及していた。インドネシアはこうした援助と人権を関連づけるやり方に反発しており、スハルト大統領自ら会見を行い、「自分たちでこの国を開発しよう」と訴えた。この翌日、オランダは新規援助のみならず現行援助の停止と、IGGIを招集しないと発表した。これによりIGGIは解散し、世界銀行を議長とするインドネシア支援国会合（CGI）が設立された。しかし、同年7月にパリで開かれた事件後初めてのCGIでは、各国の援助総額が49億4900万ドルに達し、前年の提示総額を1億3000万ドル上回っていた。
一方、国連では1992年にブトロス・ブトロス＝ガーリが新たな事務総長に就任し、同年2月にケニヤの検事総長アモス・ワコを特使としてインドネシア、東ティモールへ派遣した。また、第48回人権委員会では、拷問の特別報告者、コーイマンスがインドネシア国軍は違法な逮捕や拷問などを行っているが、予防措置を講じていないとする報告書を提出した。同年の人権委員会は東ティモールの討議の結果、決議ではなく、議長声明を採択した。議長声明は、通常ポルトガルの立場を代弁したEUがインドネシアと協議してつくる合意で、決議よりは劣るもののインドネシアの合意を得ているため、実行性は高かった。議長声明には、行方不明者の捜索、公正な裁判、非暴力活動が理由で逮捕された者の即時釈放、人権団体の入国許可などが盛り込まれていた。しかし、インドネシアはこれらの要求にはほとんど応えなかった。

#### 連帯運動の活発化

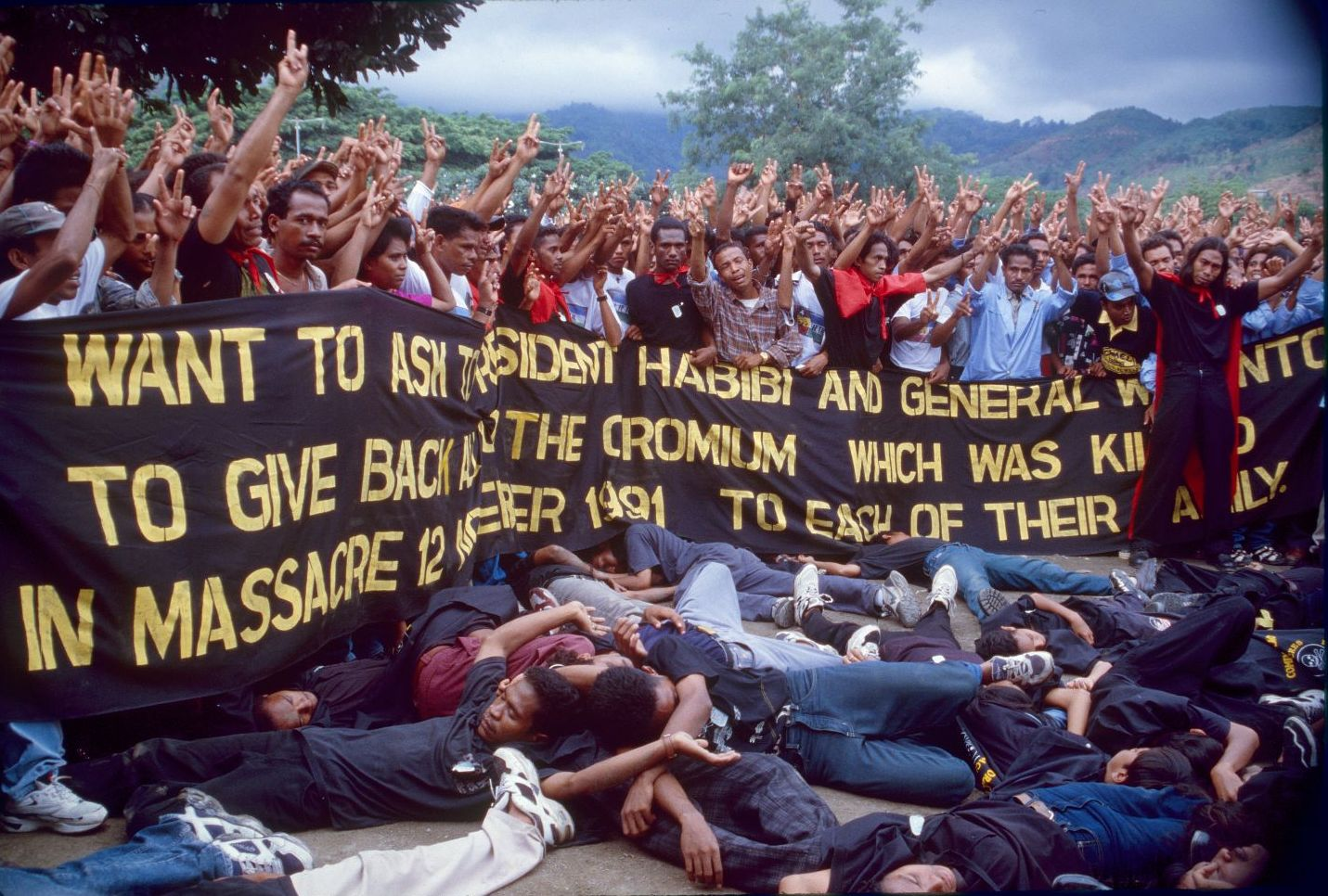
1998年11月に行われたデモの様子

ポルトガルでは、事件を機に東ティモール問題が国際的なテーマとなり、各地の学校で特別授業が開かれ、支援運動の輪も広がっていった。支援運動は、1992年3月9日から、オーストラリアのダーウィンから東ティモールへ向けて、「ピース・ミッション」と銘打った航行を行った。この企画には、元大統領のアントニオ・エアネスなど、世界21か国から約150人が参加した。しかし、翌朝にはインドネシア軍艦3隻に囲まれ脅しを受けたため、引き返した。
アメリカ合衆国では、東ティモール行動ネットワーク（ETAN）が設立され、ニューヨークを拠点としてワシントンD.C.にロビー活動の担当事務所を置き、運動が広がりを見せた。1990年代半ばになると、日本に置かれていた国際東ティモール連盟（IFFT）事務局も、アメリカへ移転した。
またアイルランドでは、スタールの製作したドキュメンタリー番組を発端にして、連帯グループが急速に広がった。イギリスの支配を受けていたアイルランドは、当時の東ティモールの状況が理解されやすく、アイルランド政府も東ティモール支援に熱心となった。
インドネシア国内でも、インドネシア法律扶助協会（LBH）、インファント、人権擁護協会、新人生協会といったNGOや、カトリック司教協議会などが声明を発表した。事件から1週間後の1991年11月19日には、インドネシア在住の東ティモール人学生によるデモ行進がジャカルタで行われた。80 - 100人の参加者は、国連事務所からソ連、日本、イギリス、オーストラリアの大使館前を行進したが、途中で当局により逮捕された。これを機に、当局は東ティモール人学生の地下組織の摘発に乗り出した。バンドンのパジャジャラン大学では、ジャカルタの東ティモール人学生逮捕に抗議するデモが行われ、8人が逮捕された。同大学で開かれていた全ジャワ学生会連絡会の総会は、11月21日、インドネシア国軍の東ティモール撤退と東ティモール人の自決権行使を求める声明を発表した。
このほか、アジア地域でも1994年6月、市民団体によってアジア太平洋東ティモール会議（APCET）がフィリピン・マニラで開催された。この会議の開催にあたっては、直前にインドネシア政府がフィリピン政府に対して、自らが仲介しているモロ民族解放戦線（MNLF）とフィリピン政府の和平交渉の破棄を示唆し、国境海域でのフィリピン漁船拿捕などの圧力をかけ始めた。しかし、言論の自由を憲法で保障しているフィリピンでは会議の中止は難しいとして、外国人参加者の入国禁止などによって要請に応えようとした。さらに同年4月に結成されたフィリピン・インドネシア友好協会が、国益を損ねるとしてケソン地裁に仮差し止めを請求し、これが認められた。しかし、会場のフィリピン大学法学部長らが原告となって、仮差し止めの停止を求め、最高裁に提訴した。判決は、会議開始2時間前に出され、仮差し止めを違法とした。会議は、アジア太平洋東ティモール連合（APCET）を発足させ、初代名誉議長に名古屋教区の相馬信夫司教を選出して終結した。APCETは、その後、2年ごとに会議を開催している。

### インドネシア政府の対応
国際社会からの真相究明と責任者処罰を求める声に対し、インドネシア政府は国家調査委員会を設置した。委員は7人中4人が現役・退役軍人で、東ティモール人として唯一委員となったクレメンティノ・ドス・レイス・アラマスは、与党ゴルカル所属の国会議員だった。11月26日、国家調査委員会は予備報告を発表し、デモ参加者を「野蛮、感情的、破壊的」とし、彼らの掲げた横断幕や旗は治安部隊を「侮辱した」、現場の外国人も「積極的にデモに加担した」と位置づけ、軍の発砲については「正当防衛だった」と結論づけた。しかし、発砲や虐待は規律なき兵士によるものであり、司令官による命令はなかったとした。
インドネシア政府は軍に軍名誉委員会を設置し、第9管区司令官のパンジャイタン少将と、東ティモール司令官のワロー准将を解任した。このほか、3人を解職、1人を配置換えした。現場にいた下級兵士10人を規律違反で軍事法廷にかけ、8か月から1年半の禁固刑に処した。しかし、国軍の組織としての責任は問われることはなかった。一方で、デモ行進を行った若者は4人が国家反逆罪、10人が不敬罪に問われ、首謀者とされたグレゴリオ・ダ・クニャ・サルダジャが終身刑の判決を受けるなど、重罰が言い渡された。
しかし、欧米日豪のスハルト政権に対する支持の態度は変わりなく、国内での責任追及も一時的なものにとどまり、東ティモールに対する政策の大きな改革にはつながらなかった。

### 独立後の動向
東ティモール民主共和国が2002年に独立を果たして以後、インドネシアによる人権侵害の実態を調査する「受容・真実・和解委員会」が、サンタクルス事件の調査に当たってきた。委員会は、2009年3月28日までにディリから東へ5kmにあるヘラ村で、複数の穴に埋められた11人の遺体を発見した。
また、事件の発生した11月12日は「サンタクルス記念日」として国民の祝日となっている。